# Río Midou
El Midou (o Midour) es un río tributario del Midouze, del suroeste de Francia. Su nombre histórico es Midour, pero la r final no se pronuncia en gascón, de ahí que se escriba Midou. El Midou zonas naturales de interés ecológico, faunístico y florístico (ZNIEFF) del tipo 2 como «Valle del Midou y bosque departamental de Ognoas» y forma parte del espacio Natura 2000 "Red hidrográfica de Midou y Ludon" (SIC/pSIC).

## Geografía
El Midou nace en la región de Armagnac, en Armous-et-Cau, en el departamento de Gers, y se une con el Douze 105 km más abajo en Mont-de-Marsan para formar el Midouze, un afluente del Adur. Atraviesa Mont-de-Marsan durante 5,5 km. En esta ciudad es privado ya que los ribereños son dueños hasta la mitad del río.

### Departamentos y principales ciudades atravesadas
- Gers: Nogaró (cerca)
- Landas: Villeneuve-de-Marsan, Mont-de-Marsan

## Historia
El Midou se menciona como Amidou en 1140 y Amidon en 1640. En Gers, su nombre es Midour.
En el siglo XIV, la casa fortificada de Tampouy se levantó en Le Frêche para controlar el transporte fluvial de mercancías que circulaba por el Midou entre el condado de Armagnac y el puerto de Mont-de-Marsan.

## Hidrografía

### Principales afluentes
- (D) la Riberette, o Midour de Devant, de Baccarisse;
- (D) el Midouzon, del bosque de Aignan;
- (I) Izaute, procedente de Termes-d'Armagnac;
  - (D) Jurán.
- (D) el Estang, procedente de Estang;
- (I) el Ludon, viniendo del Houga;
- (I) la Gaube, procedente de Toujouse.

## Galería

Confluencia del Douze y el Midou en Mont-de-Marsan.
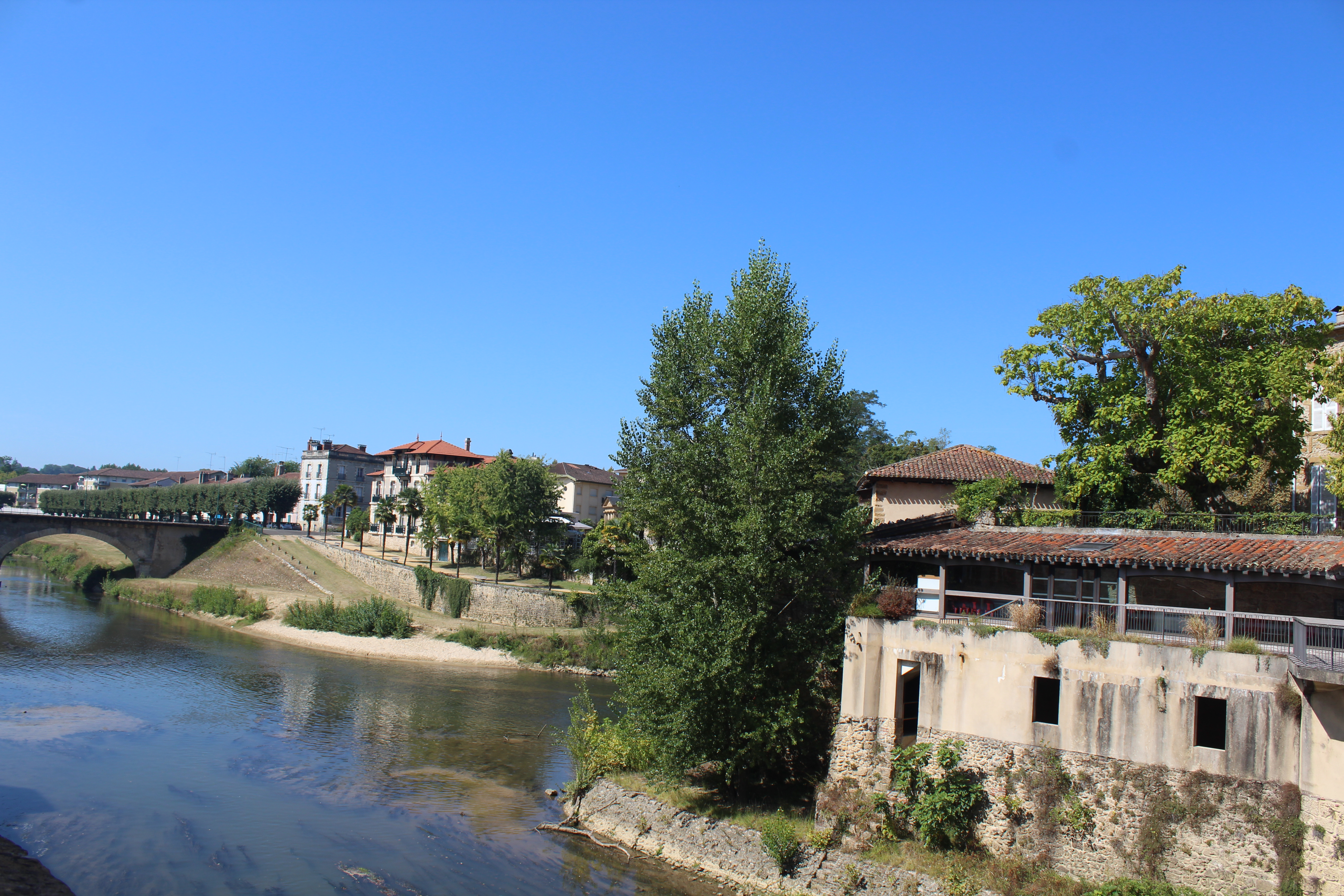
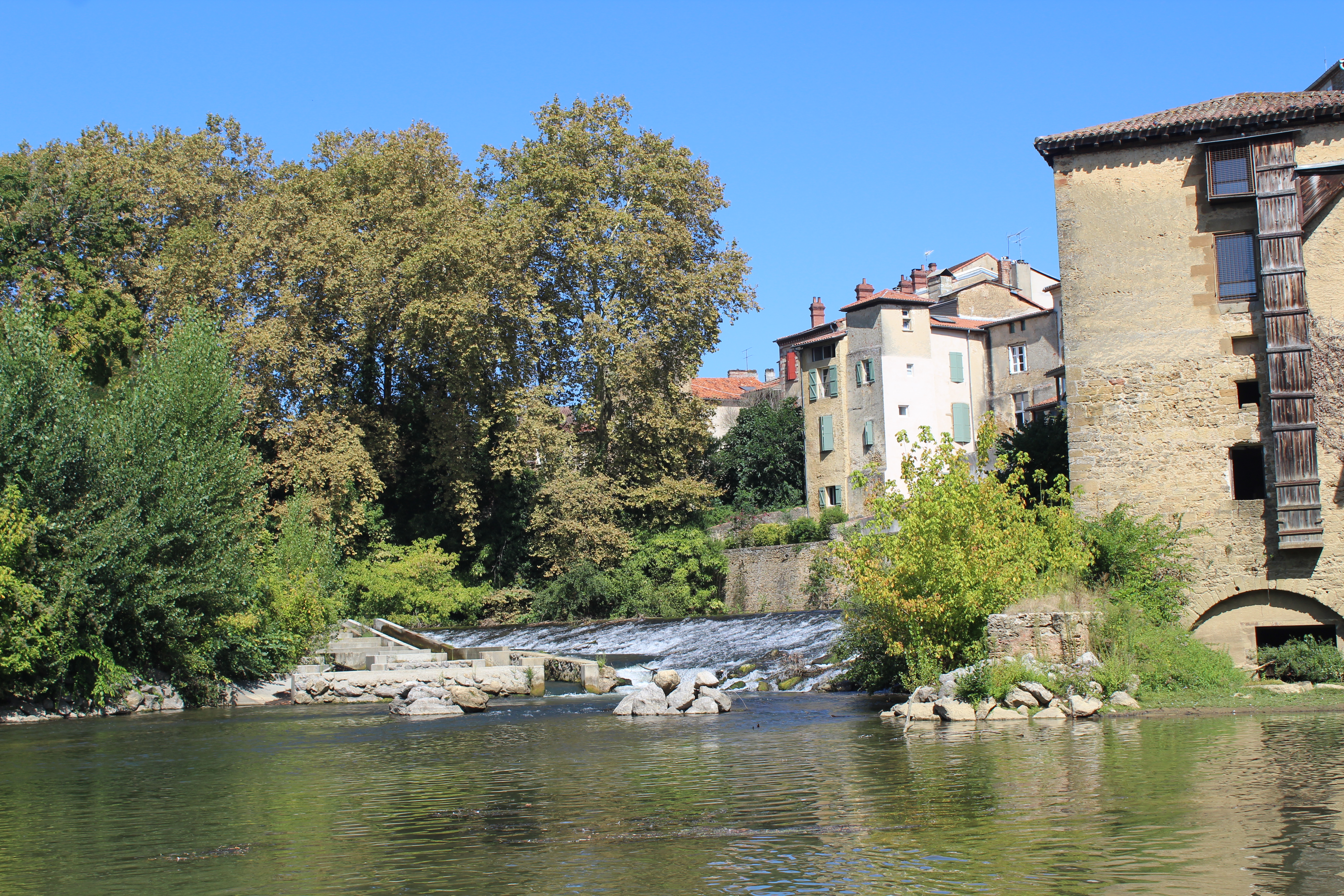